# Autoroute A 623
Die Autoroute A 623 ist eine 0,4 km lange, im Jahr 1973 fertiggestellte französische Autobahn und verbindet in Toulouse die Autobahnen A 620 und A 61 miteinander. Sie ist damit die kürzeste Autobahn in Frankreich.
Bei dieser Autobahn handelt es sich lediglich um eine über eine Brücke geführte Fahrbahnverbindung über die A 620. Der frühere Abschnitt von der A 620 ausgangs der Brücke bis zur D813 wurde im Jahr 2010 abgestuft.